# ISO 1000
 Estándar internacional ISO 1000 (SI de unidades y recomendaciones para el uso de ciertas unidades, Organización Internacional de Normalización, 1992) es la norma ISO que describe el sistema internacional de unidades (SI).
La norma ISO 1000:1992 fue retirada en 2009 junto con la ISO 31 y ha sido reemplazada por la ISO/IEC 80000.